# Historia de la psiquiatría

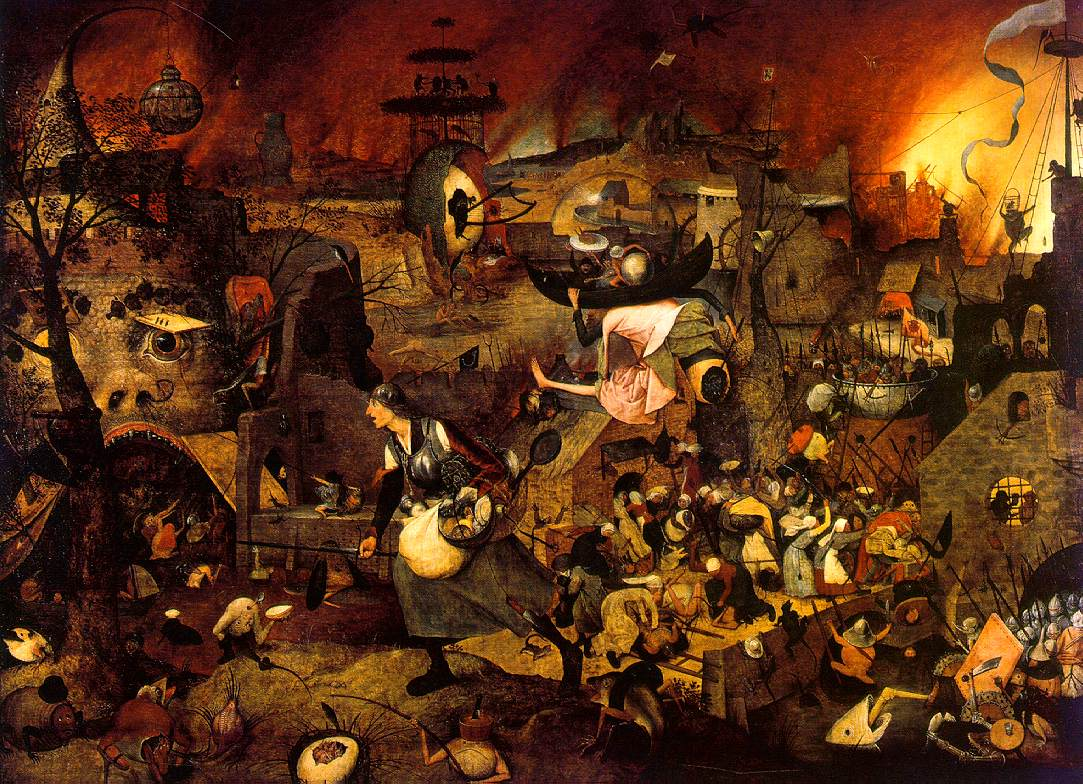
La loca Meg (Dulle Griet) de Pieter Brueghel el Viejo. 1562, Museo Mayer van den Bergh, Amberes.

La psiquiatría o siquiatría (griego, psyche: alma, iatréia: curación) es una especialidad de la medicina dedicada al estudio, prevención y tratamiento de las enfermedades mentales y los trastornos del comportamiento. Surge como rama científica del cuerpo médico en el siglo XIX, en una época tardía con respecto a otras especialidades, aunque existen referencias a enfermedades mentales y su tratamiento en manuales médicos de gran antigüedad, como el Bhutavidya (uno de los libros del Āyur Veda, texto sagrado de sabiduría hindú), o en algunos textos médicos del Renacimiento. La primera referencia con este nombre es de Johann Cristian Reil en 1808. El modelo cultural de salud-enfermedad propio de cada época ha sido determinante para la comprensión de las enfermedades mentales: desde una concepción primitiva de la enfermedad como castigo divino, en la que la enfermedad mental se considera el paradigma del castigo por la ruptura de algún tabú (el loco está poseído por algún demonio o es directamente castigado por Dios), pasando por un modelo social y psicoanalítico, hasta la más moderna perspectiva bioquímica y genética de la enfermedad mental, como expresión más de la alteración del órgano o de su función fisiológica.

## Antigüedad

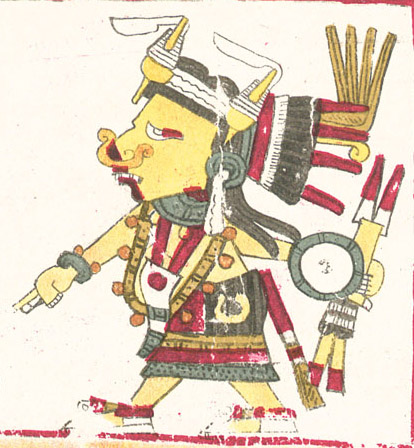
Tlazolteotl, diosa azteca de la locura, la fertilidad y la lujuria.

En Mesopotamia, unos cuatro mil años antes de Cristo, se establece la civilización sumeria, de la que se conservan documentos médicos en tablillas grabadas mediante escritura cuneiforme. Se trata de una cultura mágico-animista que posee una concepción sobrenatural de la enfermedad: ésta se considera un castigo divino impuesto por diferentes demonios tras la ruptura de algún tabú. De este modo, lo primero que debe hacer el médico es identificar cuál de los aproximadamente 6000 demonios es el posible causante del problema. A la enfermedad se la denomina shêrtu, pero esta palabra asiria significa también pecado, impureza moral, ira divina y castigo. Los sacerdotes de Assipu se ocupan de las enfermedades internas, especialmente de las enfermedades mentales, anticipando la especialidad psiquiátrica, aunque bajo una óptica más religiosa que científica.
En el Antiguo Egipto se desarrolla un sistema médico público notable, que ya establece la importancia de ambientes estimulantes o de actividades recreativas como la pintura o el baile para el tratamiento de determinados trastornos del comportamiento. En el papiro Edwin Smith se afirma que el cerebro es el asiento de la mente (contrariamente a la creencia griega que la sitúa en el corazón). En el papiro Ebers se mencionan algunas enfermedades mentales, entre las que se incluye la epilepsia, que será considerada durante muchos siglos una forma de locura.
Han llegado hasta nuestros días evidencias de que entre los aztecas existía un modelo médico de la locura: Tlazoltéotl es la madre tierra, diosa de la fecundidad, pero también la diosa de la enfermedad y de los trastornos mentales. Según algún grabado, la diosa se adueña del alma del hombre, provocándole convulsiones o la locura.
La gran revolución médica desarrollada por la civilización griega a través de varios personajes de gran importancia para la salud, como Hipócrates, el Padre de la Medicina, alcanzará también a las enfermedades mentales. Platón ya había subrayado la importancia de la entrevista clínica como herramienta diagnóstica, y en muchos casos terapéutica, pero será la teoría de los cuatro humores del inmortal médico de Cos la que apuntale la evidencia del complejo sistema de relaciones entre el comportamiento de una persona y su situación orgánica. En sus obras pueden encontrarse descripciones de cuadros como la epilepsia, la manía, la paranoia, el delirio tóxico, las fobias o la histeria.

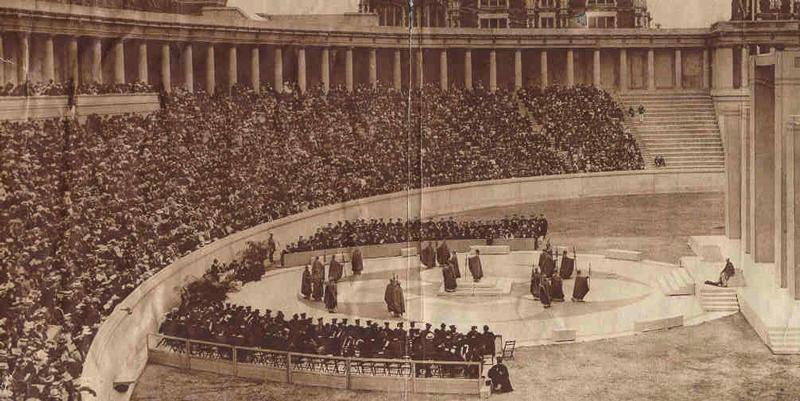
La tragedia griega explora los mecanismos del psicodrama, la sugestión y el simbolismo para conseguir una experiencia de "catarsis" liberadora, que alivia culpas y limpia impurezas. A través de la representación se subliman las "bajas pasiones" del público y se consigue un estado de comunidad solidaria colectiva con el héroe.

Por otra parte, el desarrollo del teatro (la tragedia griega) y su función de catarsis ponen el primer jalón de un método de tratamiento psicológico fundado en el simbolismo. La escuela sofista llegó a diseñar un método de tratamiento de la melancolía basado en el relato de las vivencias del paciente a un terapeuta. La nomenclatura psicopatológica moderna ha acuñado muchos términos cuyos orígenes se remontan a las obras dramáticas griegas: el complejo de Edipo, el complejo de Electra, el síndrome de Ulises y muchos otros han sido bautizados en honor a la reflexión que los dramaturgos griegos hicieron sobre determinados conflictos psicológicos arquetípicos.
Los médicos romanos son los herederos de esta nueva cosmovisión de la enfermedad como proceso natural, alejado del paradigma mágico o teológico. Aulo Cornelio Celso propone, al modo de los egipcios, actividades lúdicas (música, pintura) para el tratamiento de determinados desórdenes mentales («insania») y desarrolla una clasificación de las enfermedades en tópicas o locales y sistémicas o generales. Dentro de las generales distingue un subgrupo de enfermedades mentales, que pueden ser febriles (delirios) y no febriles (locura). Galeno, por su parte, localizó la razón en el cerebro, y sus estudios de las lesiones cerebrales le llevaron a postular que el daño provocado en un lado del encéfalo se correspondía con alteraciones en las extremidades del lado opuesto. Según Galeno, las causas de la locura podían estar en el organismo (daño cerebral, alcoholismo,...) o en la mente (fobia, desengaño, melancolía...).

## Edad Media

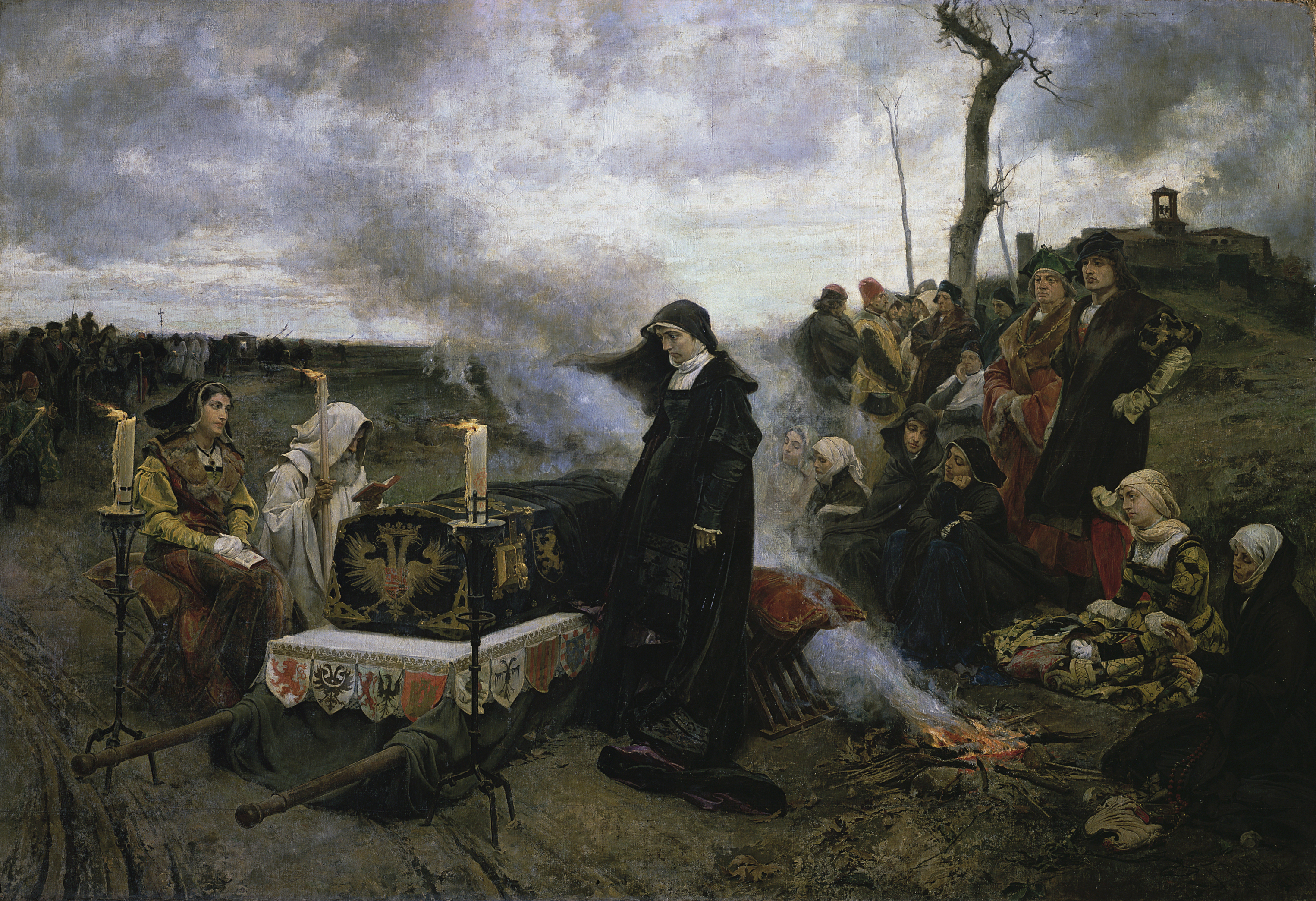
Juana “la Loca”, ilustrada, amante de la música, y enajenada por su amor al heredero del imperio alemán. Vivió cuarenta años encerrada en Tordesillas.

Algunos autores afirman que, en esta época, la enfermedad mental retornó a la categoría de posesión diabólica. La epilepsia, por ejemplo, ha sido confundida con frecuencia con la posesión, desde la cultura faraónica egipcia, pasando por la Edad Media y hasta nuestros días. 
Una notable aportación, contraria a esta visión del enfermo mental, se encuentra en Tomás de Aquino, quien sostiene que el alma, de origen no terreno, no puede por tanto enfermar, y achaca la enfermedad mental (aegritudo animalis) a algún trastorno del cuerpo susceptible de ser tratado. Ya en siglo IV, Aurelius Agustinus (Agustín de Hipona) había subrayado la importancia de la introspección como fuente de autoconocimiento, siendo por ello considerado por algunos autores como el precursor del psicoanálisis.
Fuera de ese contexto, como sucedió en otras ramas del saber, hay que destacar el papel de la cultura árabe, de la que hay que reseñar la creación de la primera institución de acogida para locos conocido en Bagdad, en el año 792 (Dayr Hizquil, "casa para locos"), durante la dinastía Omeya. Se encuentran otros asilos para locos en El Cairo (873), Damasco (800), Alepo (1270) o Granada (1365). La acogida de personas caracterizadas como locas en Europa, sobre la base de su necesidad de tutela jurídica y personal dio lugar al desarrollo de espacios especializados en hospitales y hospicios desde el siglo XIII- por ejemplo en Bedlam, probablemente a partir de la influencia de la relectura del Derecho Romano y del problema que planteaba la tutela jurídica de los dementes.
Entre los médicos del islam medieval, Avicena menciona en su Canon de medicina algunas enfermedades mentales y desarrolla un intento de correlación de las mismas con algunas alteraciones orgánicas. Rhazes se atreve con una clasificación de las enfermedades mentales (y con alguna propuesta de psicoterapia) y Maimónides, judío hispano en un entorno cultural islámico, menciona en su obra algunos aspectos de higiene mental.
En los siglos XII y XIII, los traductores de Toledo, al traducir estas versiones de los autores clásicos, sus comentadores y las obras científicas árabes, las hicieron accesibles a la Europa cristiana y facilitaron el desarrollo de la Escolástica y la ciencia medievales.

## Renacimiento
"Los muchos libros a unos hicieron sabios y a otros locos".
Petrarca

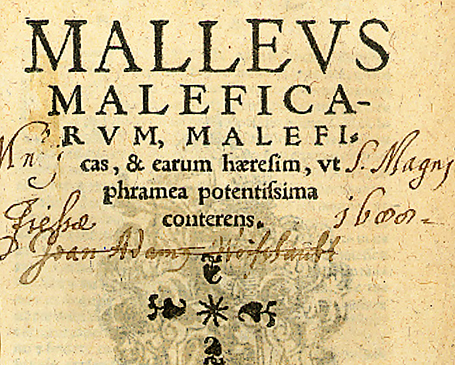
El Renacimiento es una época ambigua, cuando no contradictoria en materia de psiquiatría. Hereda y ahonda en la visión demoníaca del loco, identificado en muchos casos con la brujería; pero el espíritu humanista que le es propio da lugar a la proliferación de manicomios y de los primeros estudios científicos sobre la enfermedad mental. El Malleus maleficarum (Martillo de brujas) escrito en 1486 por los teólogos Heinrich Kramer y Johann Sprenger atribuye al demonio la causa de todas las enfermedades mentales.

El Renacimiento, época de despegue de las ciencias físicas y de la medicina, no aportará, sin embargo, grandes novedades al campo de la protopsiquiatría. Con todo, cabe destacar a algunas figuras individuales, como la de Paracelso (1493-1541), autor del tratado Sobre las enfermedades que privan de la razón. En esta obra propone que las enfermedades mentales no tienen su causa en Dios, sino en procesos naturales, y adelanta una clasificación en cinco grupos: epilepsia, manía, locura verdadera, baile de San Vito y "suffocatio intellectus". Los locos verdaderos se dividen también en cinco tipos: lunáticos, insanos, vesánicos, melancólicos y obsesos.
Pero la influencia de la religión, que empieza a verse parcialmente resquebrajada en otros ámbitos del conocimiento, apuntala su poder sobre el campo de la locura. En el Malleus maleficarum, (obra heterodoxa incluida en el Índice de Libros Prohibidos varios siglos después), se define a la enfermedad mental como una forma de brujería o posesión demoníaca cuyo tratamiento pasaba por la tortura o la hoguera para «liberar» el alma del enfermo. Hay que destacar también dentro del cristianismo el papel de San Juan de Dios (1495-1550) puesto que vivió en sus propias carnes la violencia de la contención de los locos en el Hospital Real de Granada, y eso tuvo algo que ver con la fundación de su Orden Hospitalaria, la cual se planteaba formas de atención humanitaria en las instituciones asistenciales (y cuyo modelo inspiró en el XVII la fundación de las Hijas de la Caridad de San Vicente de Paúl).
Mucho antes, desde el siglo XIII, en Inglaterra, en Bedlam se acogían locos, y posteriormente en algunas ciudades europeas bajomedievales, hubo fundaciones civiles y religiosas para la tutela de dementes. En la Corona de Aragón, tanto el Hospital General de la Sancta Creu de Barcelona, fundado en 1401, como el Hospital des Innocents de València fundado por Juan Gilaberto Jofré el 1409, acogía a locos. La acogida de locos no tenía ninguna implicación terapéutica, solamente se desplazaba la responsabilidad de la tutela legal del loco de una persona física —habitualmente un pariente—, a una persona jurídica —la fundación hospitalaria. Ya en 1385 el franciscano Francesc Eiximenis, escribió un Regiment de la cosa pública destinado a los Jurats de la ciudad de Valencia en el que establecía las responsabilidades de los gobernantes de la ciudad en proveer los medios para gestionar a dementes y enfermos, y que inspiró indudablemente la obra del valenciano Luis Vives siglo y medio más tarde. Por eso, en la Corona de Aragón, como en el Norte de Italia y en la Europa Católica, muchas de estas instituciones eran ya en el XV civiles y controladas por los municipios y así siguieron hasta las leyes de reforma de la beneficencia promulgadas por el constitucionalismo moderno en el siglo XIX. 
En 1567 Bernardino Álvarez, soldado retirado, inaugura el primer centro de estas características de América, en México. También por Europa se extiende esta política de confinamiento: en Inglaterra Enrique VIII inaugura el primer hospital para locos, el Bethlem Royal Hospital o asilo de Bedlam.

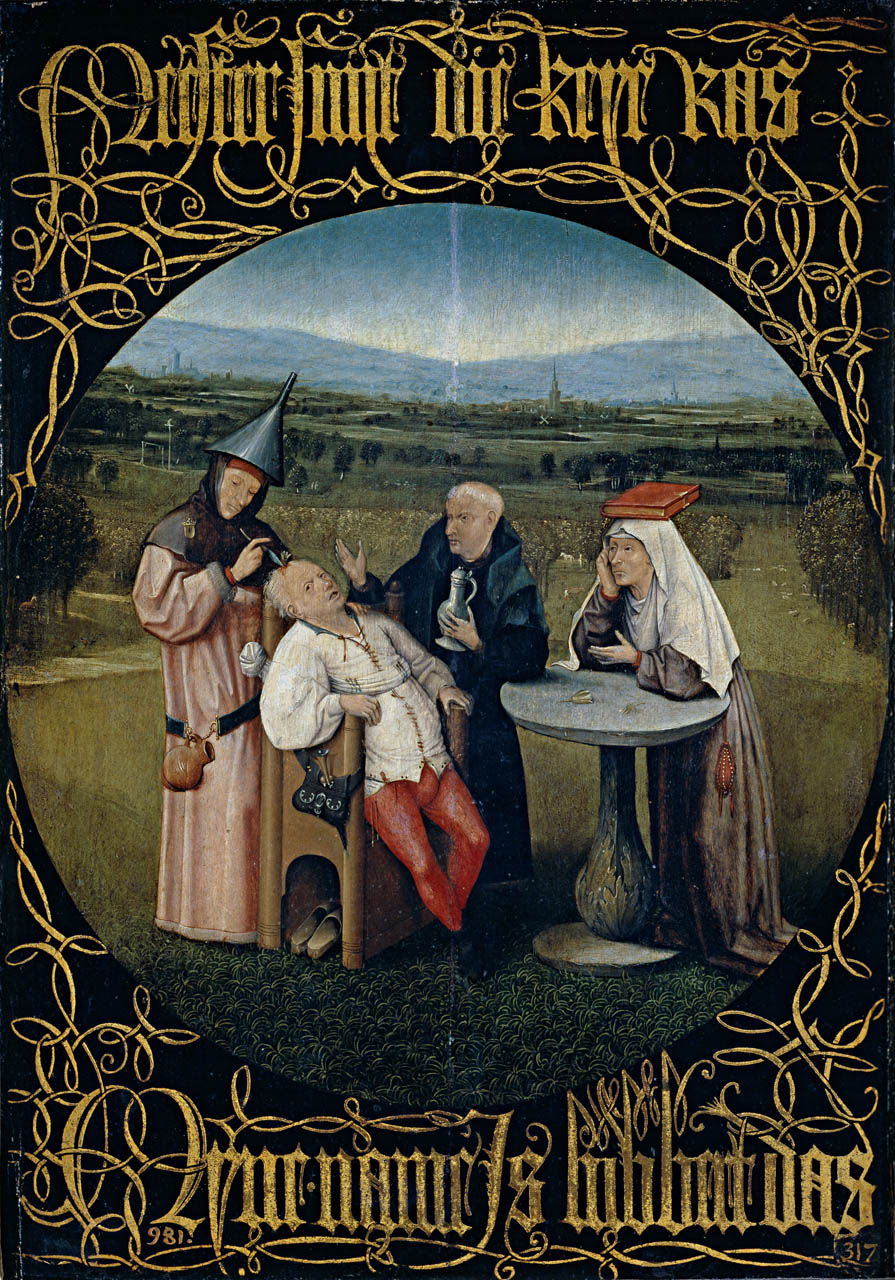
Extracción de la piedra de la locura, de Hieronymus Bosch. Este cuadro satírico representa a un cirujano (con embudo en la cabeza) pretendiendo operar a un loco, mediante la extracción de una piedra del cerebro, supuestamente causante de la enfermedad mental.

Esta revolución se acompaña de la obra y el pensamiento del que es considerado el padre de la psicología: Juan Luis Vives, humanista, filósofo y pedagogo español de origen judío, autor del tratado De anima et vita (Basileae, 1538) en el que apunta varios aspectos de psicología y psicopatología y niega categóricamente el origen sobrenatural de la locura. 
A los de Vives hay que añadir los estudios de Jean François Fernel (1485-1558), quien describe varias capacidades de la mente como la memoria, la inteligencia, o el sentido común, y que se reafirma en el origen natural de la enfermedad mental. Johann Weyer (1515- 1588), médico y humanista, y algunos otros médicos como Cornelio Agripa, Girolamo Cardano, Arnau de Vilanova (1238 - 1311), Andrés Laguna, Amato Lusitano o Lavinio Lemnio también se oponen a que los locos sean quemados en la hoguera y reivindican el origen médico de la locura. Weyer desarrolla un tratado teórico sobre el tema del demonio y la locura titulado De Praestigiis Daemonum. De todas formas se mezclan con frecuencia en algunos de estos autores brujería, locura, licantropía, alquimia y estados delirantes o epilépticos, en muchos casos con algunas trazas de la misma misoginia que impregna las tesis oficiales.
En 1511 se publica el Elogio de la locura, un ensayo de Erasmo de Róterdam escrito en forma de sátira en el que critica las supersticiones y las prácticas piadosas de la Iglesia Católica, así como de la locura de los pedantes (entre los que se incluye el propio autor). Se trata más de una crítica a la doctrina religiosa imperante que un tratado sobre psiquiatría pero ejerció una gran influencia en la visión de la enfermedad mental durante buena parte del renacimiento.
Es imposible hablar de psiquiatría en el Renacimiento y no hacer mención al universal bardo de Avon. William Shakespeare condensó en su obra literaria muchos de los arquetipos psicológicos desarrollados siglos después por la psiquiatría moderna, del mismo modo que antes hiciera la tragedia griega. Otelo y sus celos patológicos, Hamlet y su complejo de Edipo o los conflictos psicológicos planteados en Macbeth o en el Rey Lear han sido analizados minuciosamente desde una perspectiva psicopatológica por numerosos psiquiatras a lo largo de la historia. De igual modo El ingenioso hidalgo Don Quijote de la Mancha, de Miguel de Cervantes, ha sido analizado desde esa perspectiva ofreciendo a su vez unos patrones de personalidad reflejados en la figura de Don Quijote (el loco idealista) y Sancho Panza (que representa una forma de locura más próxima a la necedad).

## SigloXVIIe Ilustración

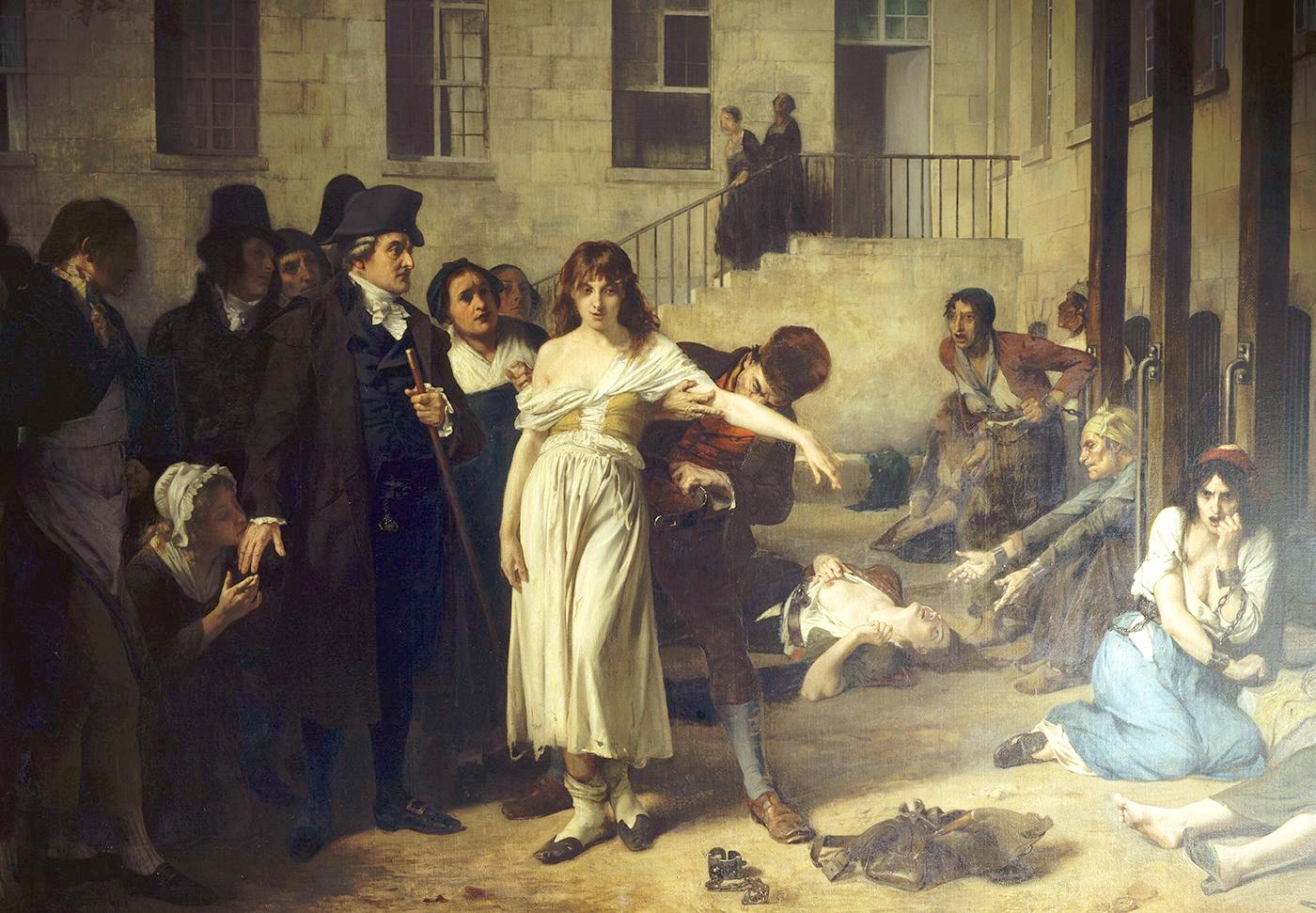
Philippe Pinel, en La Salpêtrière (Asilo de París para mujeres locas), liberando de sus cadenas a una paciente. Cuadro de Robert Fleury (1795).

Durante el siglo XVII la ciencia comienza a profundizar en la psique humana desde una nueva perspectiva. Los primeros «exploradores del cerebro», precursores de la moderna neurología, comienzan a describir las principales estructuras anatómicas de las estructuras intracraneales y algunas de sus funciones, imprimiendo un nuevo concepto de los orígenes del comportamiento humano y, por lo tanto, de sus trastornos. Thomas Willis publica Cerebri anatome, y describe varias estructuras como el polígono vascular que lleva su nombre, Thomas Sydenham realiza los primeros estudios histológicos cerebrales y se atreve con una explicación de la histeria (reconociendo además su existencia en ambos sexos, ya que hasta ese momento solo se creía posible en la mujer), René Descartes publica en 1649 su Traité des passions de l'âme (Tratado de las pasiones del alma) en el que describe la glándula pineal como el órgano de asiento del alma. En esta glándula "la sangre se convierte en espíritus animales que se extienden después por todo el sistema nervioso".
En este contexto surgen las primeras propuestas terapéuticas. La locura en cualquiera de sus variantes (manía, melancolía, histeria, hipocondría...) son la expresión de un conjunto de debilidades corporales que se corrigen con métodos de supuesto fortalecimiento del sistema nervioso (los aceites de ámbar, la ingesta de limaduras de hierro...), aunque todavía persiste un complejo entramado entre lo moral y lo insano que deriva en tratamientos todavía más peregrinos, como la ingesta de jabón o vinagre (para "purificar").

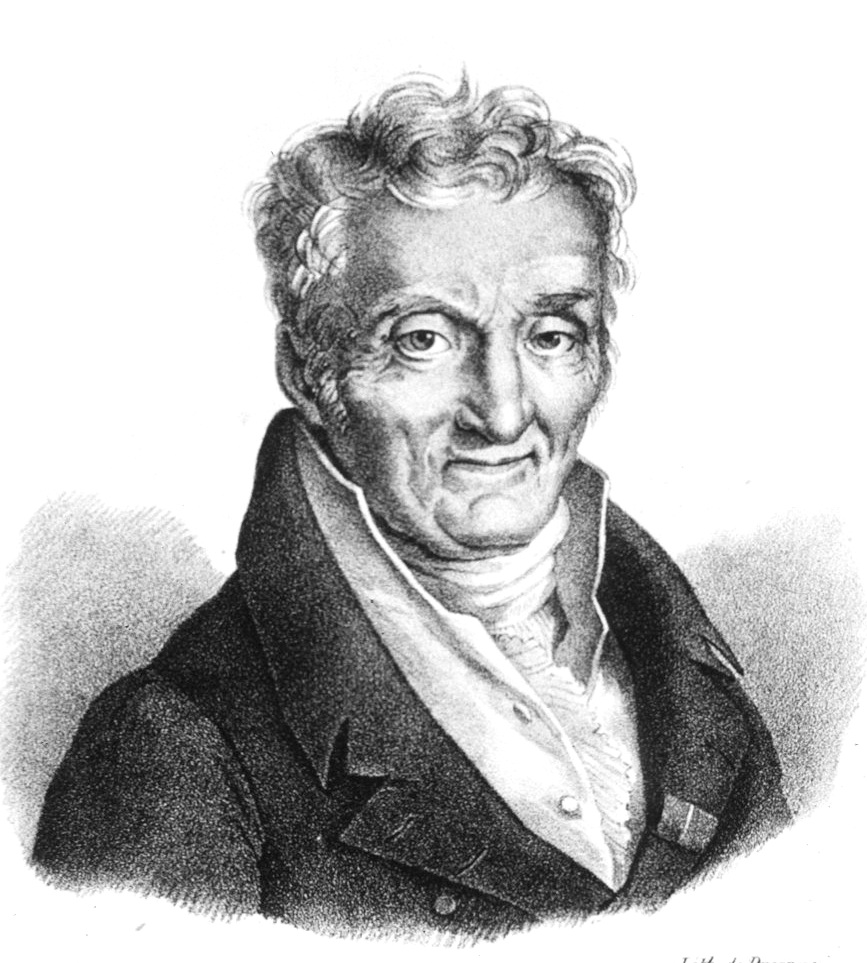
Philippe Pinel

Poco a poco se va abriendo paso un concepto más médico (en cuanto orgánico) de la locura y a partir del siglo XVIII, en plena Ilustración europea, comienzan a afianzarse y acrecentarse estos pequeños pasos dados hasta el momento: George Ernst Stahl (1659 - 1734) divide a las enfermedades psiquiátricas en dos grandes grupos: simpáticas (en las que existía daño en algún órgano) y patéticas (en las que no se encontraba una lesión orgánica subyacente). William Cullen (1710 - 1790) elabora otra clasificación de las enfermedades mentales y es el primero en utilizar el vocablo: «neurosis».
Pero la figura más importante de la psiquiatría (considerado por algunos como el verdadero primer gran psiquiatra) es Philippe Pinel (1745-1826). Este médico francés cambió la actitud de la sociedad hacia los enfermos mentales. Pinel fue nombrado por la Comuna, en plena Revolución francesa, director médico del Asilo de La Bicètre y, posteriormente (en 1795) director de La Salpêtrière, en París. Durante su cargo liberó a los enfermos mentales de las cadenas con las que eran reducidos y confinados. En su Tratado de la locura clasificó las enfermedades mentales en cuatro tipos: manía, melancolía, idiocia y demencia, y explicó su origen por la herencia y las influencias ambientales.  Propuso la creación de un cuerpo especializado de médicos dedicados a la atención de los «alienados», y su importancia es de tal envergadura que al movimiento iniciado por él se le ha conocido como "Segunda Revolución Psiquiátrica". Uno de sus más notables discípulos fue Etienne Esquirol (1782-1840), quien hizo de la "terapia moral" de Pinel su bandera y consiguió promulgar una ley en 1838 que obligaba a la administración francesa a disponer de un asilo para dementes en cada departamento del país. Este autor es el primero en emplear el término «alucinación». Otros seguidores de este movimiento fueron Jean Pierre Falret, Jules Baillarger, o Jacques Joseph Moreau de Tours, este último autor de la primera descripción de una psicosis aguda inducida por una droga (Hachís).
En este período hay que destacar a Johann Cristian Reil (1759-1813), creador de la psicoterapia racional y del término psiquiatría y fundador de la primera revista de psiquiatría.

## SigloXIX

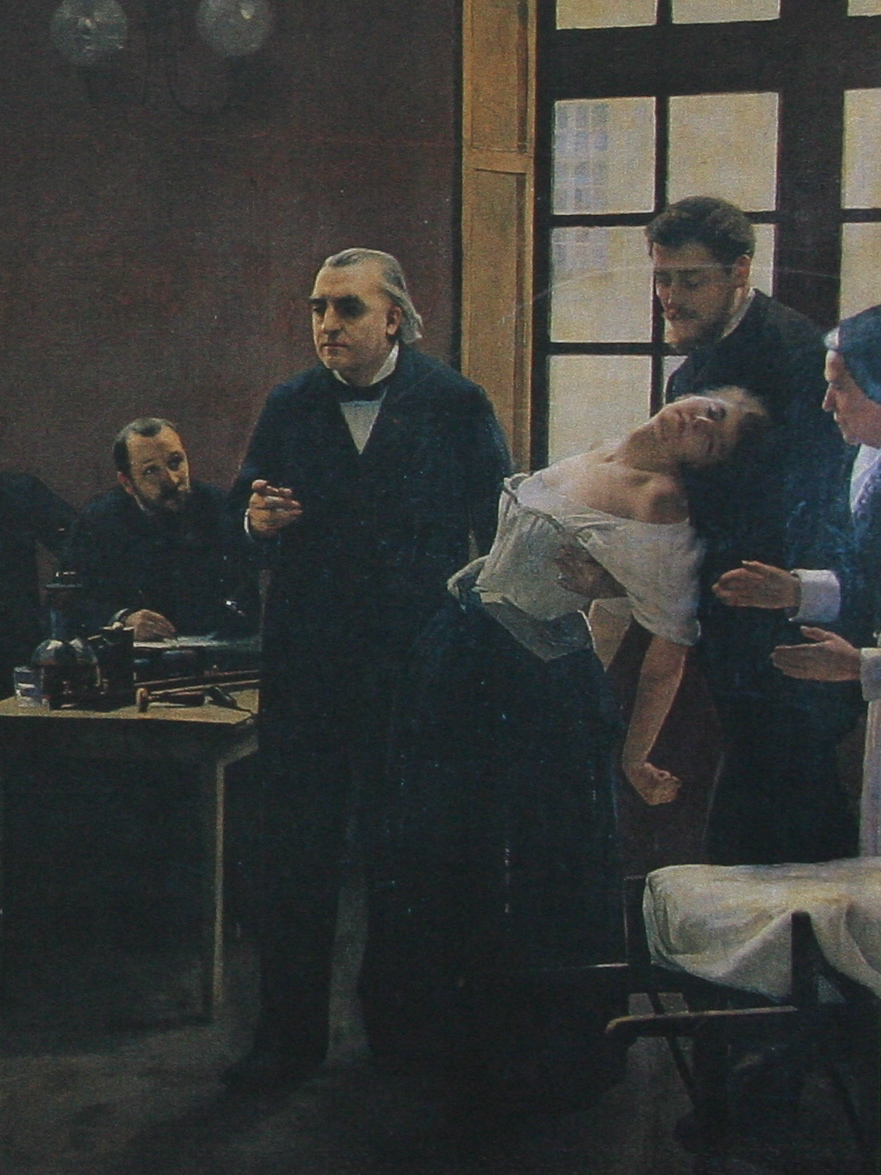
Une leçon clinique à la Salpêtrière. Jean Martin Charcot, en el Asilo de La Salpêtrière, en París, asistido por su alumno Joseph Babiński, durante un "rapto histérico" de la paciente "Blanche" (Marie) Wittman. Cuadro de André Brouillet (1887), conservado en la Universidad de París.

A partir de las propuestas de Pinel comienzan los avances en el conocimiento de la enfermedad mental. Durante el siglo XIX, y a falta de las herramientas necesarias para la demostración de la etiología de la mayor parte de los trastornos psiquiátricos surgen varias escuelas de pensamiento, fundadas en hipótesis o supuestos más teóricos que empíricos: Franz Anton Mesmer (1734 - 1815) elabora la doctrina del magnetismo animal, según la cual existiría un fluido universal que facilitaría las relaciones e influencias entre los seres vivos y los cuerpos inanimados y celestes. Este fluido sería transmisible mediante determinados pases magnéticos. Las sesiones de Mesmer adquirieron cierta fama entre la clase alta europea, y constituyen un ejemplo del uso de la sugestión. Johann Caspar Lavater (1714 - 1801), gran amigo de Goethe, publica en 1772 su obra El arte de conocer a los hombres por la fisionomía (Essai sur la physiognomonie destiné à faire connoître l'homme et à le faire aimer), y en 1774 "Fragmentos fisionómicos", dos clásicos que durante los últimos años del siglo XVIII y las primeras décadas del XIX determinarán la creencia generalizada de la relación entre el comportamiento y la fisiognomía (forma del rostro) de los individuos. Franz Joseph Gall (1758 - 1828) desarrolló la teoría de la frenología. Según este autor se podía conocer el estado de ciertas funciones cerebrales a través de la palpación del cráneo. Creó una escuela importante cuyo principal discípulo en España fue Mariano Cubí, quien introdujo este modelo psiquiátrico en Barcelona en 1842.
Pero este siglo va desvelando algunos secretos del sistema nervioso central, lo que permite algunas conclusiones más rigurosas y de mayor crédito. François Magendie describe en 1822 la diferencia entre las fibras nerviosas sensitivas y las motoras, Claude Bernard (padre de la fisiología moderna) publica en 1858 el primer tratado científico de fisiología nerviosa (Leçons sur la physiologie et la pathologie du système nerveux), Camillo Golgi desarrolla las técnicas de tinción que permitirán el estudio histológico del cerebro, y Santiago Ramón y Cajal describe la unidad funcional básica del cerebro: la neurona, por lo que recibirá el premio Nobel de Medicina en 1906.
Dentro de los clínicos hay que destacar a figuras como Jean Martin Charcot (1825 - 1893), quien elaboró varios estudios sobre los fenómenos de la hipnosis y la histeria, o de Wilhelm Wundt (1832 - 1920) fisiólogo y filósofo, y creador en 1879 en Leipzig del primer laboratorio de psicología experimental. Otro personaje menos conocido pero que aportó datos de interés a la psiquiatría de este siglo fue Pierre Janet, autor de Contribution a l'étude des accidenta mentaux des hystériques (tesis doctoral dirigida por el propio Charcot) y de varios trabajos sobre automatismos, sonambulismo, recopilados y publicados a principios del siglo XX en su obra más trascendente Les médications psychologiques. Al final de su carrera como psiquiatra protagonizará un enfrentamiento con Sigmund Freud sobre sus teorías psicoanalíticas y simbólicas.
Más psiquiatras a destacar en este siglo son Benjamin Rush (1745-1813), padre de la psiquiatría en los Estados Unidos; Joseph Adams (1756-1818), pionero en los estudios sobre susceptibilidad genética a las enfermedades mentales; Johann Christian Heinroth (1773-1843), psiquiatra alemán que definió el concepto de psicosomático; James Cowles Pritchard (1786-1848), impulsor del concepto de la psicopatía; Karl Wernicke (1848-1905), primer fisiólogo en intentar relacionar el daño estructural en determinadas zonas del cerebro con algunas enfermedades mentales; o Daniel Hack Tuke (1827-1895) autor, junto con John Charles Bucknill (1817-1895), del primer tratado médico de psiquiatría.
Aquí se pierde un poco la controversia organicismo-psicologismo durante el XIX, olvidando incluso el "Tratado de las enfermedades del cerebro y sus membranas". 
Pero será a finales de este siglo y en los albores del siglo XX cuando comiencen a surgir los primeros psiquiatras de influencia crucial en la historia de esta especialidad. Al igual que en otras ramas de la medicina el nivel de conocimientos (elevado exponencialmente durante el siglo XVIII y XIX) alcanzará el nivel crítico necesario para generar alternativas de tratamiento razonablemente eficaces para muchas de las enfermedades mentales conocidas. 
| La psiquiatría en el siglo XIX | La psiquiatría en el siglo XIX | La psiquiatría en el siglo XIX | La psiquiatría en el siglo XIX |
| ------------------------------ | ------------------------------ | ------------------------------ | ------------------------------ |
|                                |                                |                                |                                |
| Mesmer                         | Lavater                        | Gall                           | Charcot                        |

## SigloXX

### Nacimiento de la psiquiatría organicista
Con el siglo XX va forjándose un nuevo concepto de enfermedad mental, más ligado a una concepción orgánica y biologicista, heredera de las doctrinas degeneracionistas y del positivismo radical, que basaba sus observaciones no ya en los locos situados en el medio social, sino en las colecciones de especímenes humanos clasificados en los manicomios morales. El representante más genuino de esta orientación por la influencia posterior que ha tenido fue  Emil Kraepelin (1856-1926) que propone un acercamiento, observación estrictamente clínico en el que la narrativa del enfermo es reducida de síntoma a signo. Kraepelin se centró en la clínica, como herramienta diagnóstica y terapéutica superior a la formulación de hipótesis e incluso a la anatomía patológica. Describió por primera vez la dementia praecox (más tarde conocida como esquizofrenia) y la psicosis maníaco-depresiva. En 1883 publicó la primera edición de su obra más importante: Lehrbuch der Psychiatrie, que tendría enorme difusión, alcanzando la novena edición en 1927. Sin embargo, la influencia de Kraepelin fue limitada fuera de Alemania hasta el primer tercio del siglo XX, puesto que sólo en este periodo la psiquiatría se incardinó como especialidad médica y abandonó la condición de ciencia especial o de alienismo que había mantenido durante el siglo XIX.
También en los comienzos de esta centuria despunta Eugen Bleuler, defensor de que las enfermedades psiquiátricas son causadas principalmente por trastornos biológicos o genéticos y autor de algunos aportes fundamentales en psiquiatría clínica (a él se deben los vocablos de «esquizofrenia» (sustituyendo al término propuesto por Kraepelin) y «autismo»), recogidos en su obra Demencia precoz o grupo de las esquizofrenias.
Durante los últimos años del siglo XIX y los primeros del XX tiene lugar la llamada Tercera Revolución Psiquiátrica, merced a los trabajos de y escucha atenta de lo que el paciente psiquiátrico tiene que contar, y de Sigmund Freud (1856-1939) que no sólo escucha sino que intenta comprender al enfermo mental.
Sigmund Freud, neurólogo de formación, aporta, por su parte, la noción del inconsciente, descubriendo que detrás de la mente humana existen mecanismos no evidentes, o conscientes capaces de generar alteraciones psiquiátricas. En 1896 desarrolla el psicoanálisis: una técnica de asociaciones libres e interpretación de los sueños cuyo objeto es ahondar en la mente del sujeto para conocer su subconsciente y ayudarle a comprender las causas de su comportamiento (fundamentalmente recuerdos traumáticos del pasado almacenados en el inconsciente). Elaboró una teoría de la personalidad y describió los mecanismos mentales inconscientes de defensa del yo. Empleó la hipnosis para el tratamiento de la histeria, trastorno que relacionó con represiones subconscientes de naturaleza sexual. Hay que añadir que revolucionó la sociedad de su época con las teorías sobre sexualidad infantil (que había sido ignorada hasta ese momento). También se reunió con Honorio Delgado, quien fue difusor del psicoanálisis del Perú y discípulo del fundador de la cátedra de la psiquiatría Hermilio Valdizán.
Otras figuras relevantes de la psiquiatría del siglo XX fueron Karl Jaspers, autor de una metodología sistemática y padre de la psicopatología moderna. Su libro Psicopatología general, de 1912, tuvo una gran influencia en el pensamiento psiquiátrico posterior. Jaspers pasó de la psiquiatría a la filosofía, convirtiéndose en un exponente del existencialismo alemán; Ernst Kretschmer, uno de los pioneros en señalar científicamente la relación entre el tipo corporal, el temperamento de las personas y algunas características de sus enfermedades psíquicas. Realizó una conocida clasificación biotipológica en leptosomáticos, pícnicos y atléticos, asociando el primero a la predisposición a padecer esquizofrenia y el segundo a padecer psicosis maniaco-depresiva; Adolf Meyer, quien desarrolló una perspectiva psicobiológica de la psiquiatría, que integraba aspectos biológicos y psicológicos en el origen y tratamiento de las enfermedades mentales. Su principal obra (de 1957) se titula Psicobiología: una ciencia del hombre; Henri Ey, autor de una vasta obra docente y asistencial, sobre todo de un tratado sobre las alucinaciones; su obra ha constituido el texto básico de toda una generación de psiquiatras; fundó en 1950 los congresos mundiales de psiquiatría; Sergei Korsakoff, quien estudió el deterioro mental de los alcohólicos, describiendo el síndrome que lleva su nombre; Alois Alzheimer, que describió la demencia presenil epónima, o Egas Moniz, introductor de la lobotomía, técnica que consiste en seccionar el lóbulo frontal del cerebro para conseguir calmar la excitación de los enfermos psicóticos de larga evolución. Obtuvo por ello el premio Nobel de Medicina en 1949. Viktor Frankl, fundador de la logoterapia sobre todo a partir de sus experiencias en los campos de concentración, considerada la tercera escuela vienesa de psicología.

### Antipsiquiatría y desinstitucionalización
La reclusión de los enfermos mentales en asilos y el inicio de algunos tratamientos empíricos determinaron una brecha importante en la comunicación entre el médico y el paciente mental que confluyó en un movimiento heterodoxo dentro de las diferentes corrientes médicas denominado antipsiquiatría. Esta corriente, opuesta al modelo impositivo, surge a mediados del siglo XX como respuesta al proceso de exclusión social sufrido por los enfermos mentales y al uso controvertido (aunque en ocasiones eficaz) de nuevos métodos terapéuticos como la terapia electroconvulsiva (electroshock), los comas insulínicos, las termoterapias de choque, la implementación de la técnica quirúrgica de la lobotomía, etc.

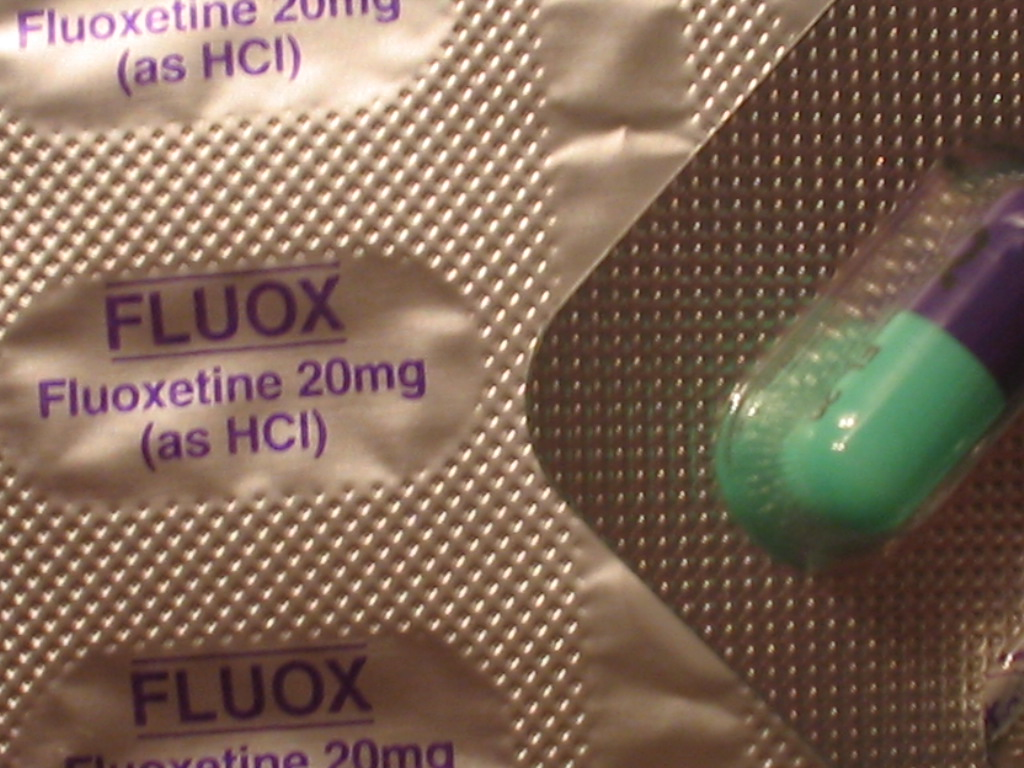
Fluoxetina, más conocida por uno de sus nombres comerciales (Prozac), o la "píldora de la felicidad", es un antidepresivo cuyo mecanismo de acción consiste en inhibir de manera selectiva la recaptación del neurotransmisor serotonina, alterando el eje dopamina-serotonina y mejorando así algunos cuadros depresivos. La eficacia de los nuevos fármacos psiquiátricos ha servido para apuntalar el "mito del fármaco" como icono cultural de la sociedad occidental del.

David Cooper en 1967 propone el término de «antipsiquiatría» para referirse a un movimiento o corriente de pensamiento psiquiátrica opuesta a estos métodos cuya base se sustentaba en la abolición del "yo" del paciente, y a una concepción a su juicio excesivamente biologicista de la enfermedad mental. Ronald Laing, el gran abanderado de la antipsiquiatría, llega a firmar que el origen de la esquizofrenia estaba en una infancia determinada por unos padres excesivamente intrusivos o disrruptores en la formación de la personalidad, atribuyendo a esta enfermedad, por tanto, la posibilidad de tratamiento mediante psicoterapia. Al psiquiatra Thomas Szasz, pese a no pertenecer a la corriente de la antipsiquiatría, se le suele relacionar erróneamente con la misma, a pesar de la oposición reiterada y explícita que él deja clara en su obra, más concretamente en su libro Esquizofrenia. El símbolo sagrado de la psiquiatría. No obstante y a pesar de su oposición vehemente, Szasz afirma estar de acuerdo con algunas ideas de la corriente antipsiquiátrica, afirmando que en la mayoría de los casos la locura o la "enfermedad mental" (concepto último que él desautoriza, véase su libro El mito de la enfermedad mental) son etiquetas impuestas por convenio para controlar toda desviación de la convención social. Tras un largo período de desencuentro, la psiquiatría oficial y la antipsiquiatría confluyeron en una corriente psiquiátrica nueva que finalmente se desentendió de la mayor parte de los tratamientos criticados por esta última (actualmente sólo persisten unas indicaciones muy limitadas y restrictivas para el empleo del electroshock, habiendo desaparecido en psiquiatría el resto de terapias antes mencionadas), y que admitió la pertinencia de incorporar a los enfermos mentales en ambientes sociales más integradores y menos aislantes como un camino hacia su «normalización». Este fenómeno, conocido como "desinstitucionalización" ha llevado al cierre masivo de los antiguos manicomios en muchos países occidentales desde la década de los setenta hasta la actualidad, abogándose actualmente por Unidades Hospitalarias de Procesos Agudos y reservando las estancias en Unidades de Crónicos (o larga estancia) sólo aquellos casos de muy difícil integración o sin un soporte social adecuado para la misma.

### Psiquiatría farmacológica
A partir de la segunda mitad del siglo (especialmente a partir de los sesenta) el gran despegue de la industria farmacéutica y los sucesivos hallazgos de nuevas moléculas con actividad en la esfera del comportamiento humano comienzan a ensamblar un concepto farmacológico de la psiquiatría: las moléculas actúan a nivel de determinados neurotransmisores, dando pistas del origen fisiopatológico del trastorno mental. El haloperidol (la primera "camisa de fuerza química"), las benzodiazepinas, o los más modernos antidepresivos (como la fluoxetina, principio activo del Prozac, otro icono farmacológico del siglo XX junto con la Aspirina o el Viagra) son tan eficaces que generan un fuerte movimiento psicofarmacológico junto al que aún conviven otras terapias más clásicas como la psicoanalítica.